# Аксёновский сельсовет (Волоколамский район)
Аксёновский сельсовет — упразднённая административно-территориальная единица, существовавшая на территории Московской губернии и Московской области в 1924—1954 годах.
Аксёновский сельсовет был образован путём преобразования Зубовского с/с в 1924 году в составе Тимошевской волости Волоколамского уезда Московской губернии.
По данным 1926 года в состав сельсовета входили 3 населённых пункта — Аксёново Верхнее, Аксёново Нижнее, Зубово, а также 10 хуторов.
В 1929 году Аксёновский сельсовет был отнесён к Волоколамскому району Московского округа Московской области. При этом к Аксёновскому с/с был присоединён Ананьинский с/с.
14 июня 1954 года Аксёновский сельсовет был упразднён. При этом его территория была передана в Пригородный сельсовет.